# Горячевка (Одесская область)
Горячевка (укр. Горячівка) — село, относится к Окнянскому району Одесской области Украины.
Население по переписи 2001 года составляло 162 человека. Почтовый индекс — 67933. Телефонный код — 4861. Занимает площадь 0,5 км². Код КОАТУУ — 5123185202.

## Местный совет
67922, Одесская обл., Окнянский р-н, с. Цехановка